# In Victory
In Victory — мультинациональная метал-группа, основанная испанским гитаристом Виктором Ангуло Гонсалесом. In Victory описавает свое звучание как воодущевляющий метал, сочетающий в себе элементы Пауэр-метал, Симфоник-метал; и мотивирующие, вдохновляющие тексты. 

## История
In Victory выпустили свой первый EP «Uplifting Metal» в 2019 году с участием Сэми Сэманна (в прошлом Freedom Call) и Глиндура Уильямса (Power Quest).
Позднее в 2020 году они выпустили EP под названием «Ecstasy of the Enlightened» и три сингла: “The Prophecies Will Unfold (Orchestral Version)” в сотрудничестве с   Сунден, Рикард (ex- Sabaton)и хором и оркестром Университета Эребру, Швеция; “The Pulse of the Heart” и “Here We Stand”.

## Участники
In Victory состоит из гитариста и композитора Виктора Ангуло Гонсалеса, солиста Кима Арефэлла, басиста Йоонас Иланне, а также барабанщика и продюсера Топиаса Купиайнена. Последний также состоит в финской группе Arion и является звукооператором Stratovarius, , группы, где играет на гитаре его брат Матиас Купиайнен.  

## Внешние ссылки
- In Victory в энциклопедии Metallum